# Ceratagallia agricola
Ceratagallia agricola är en insektsart som beskrevs av Hamilton 1998. Ceratagallia agricola ingår i släktet Ceratagallia och familjen dvärgstritar. Inga underarter finns listade i Catalogue of Life.